# Nanocelulosa

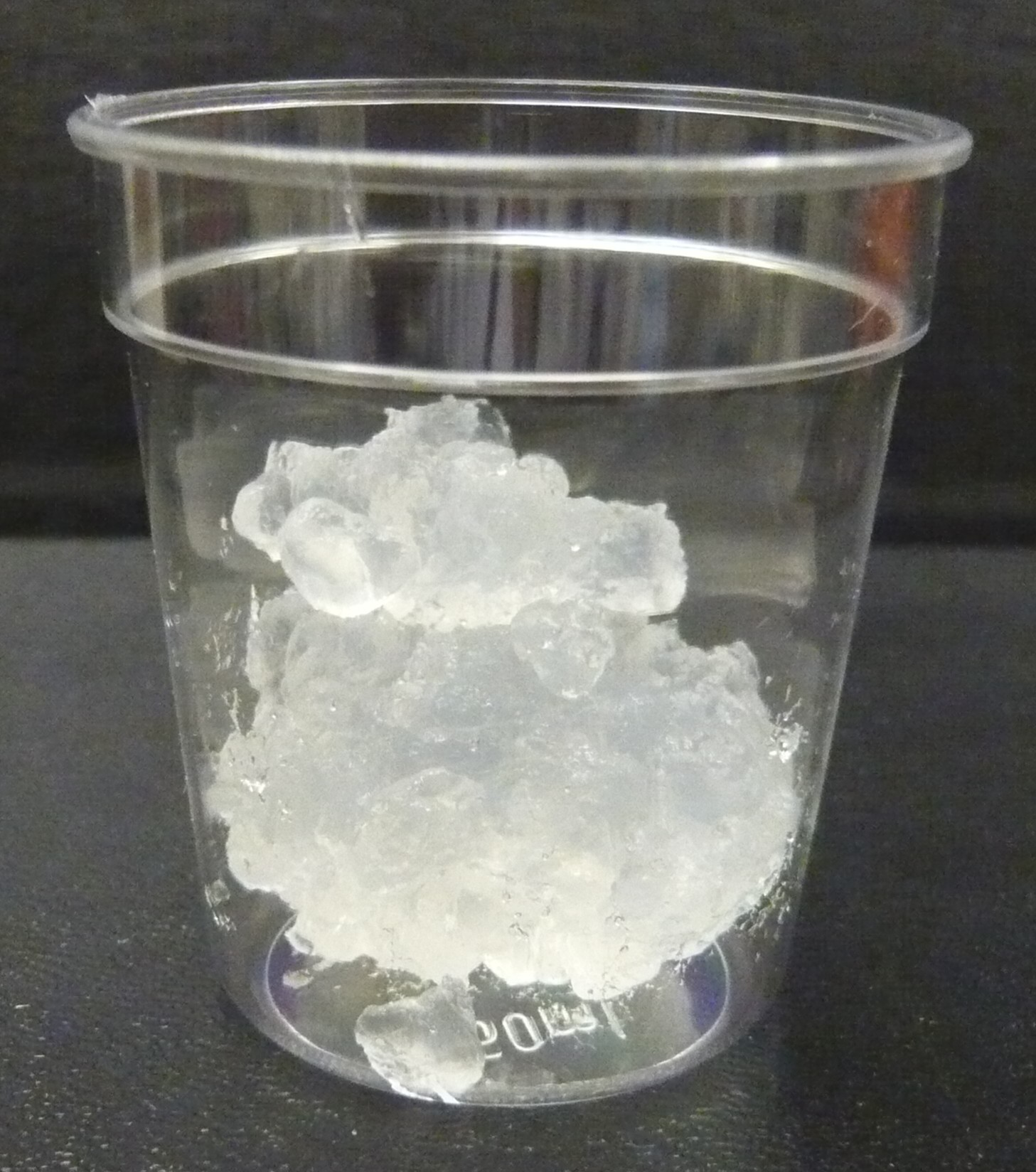
Nanocelulosa

 La nanocelulosa  es un material que consta de nanofibras de celulosa, que son una cadena de moléculas de celulosa de forma tubular alargada teniendo una marcada relación de aspecto longitud-diámetro. La tendencia o magnitud típica del diámetro es de 10 a 20 nanómetros y la de su longitud es de 10 veces o más la de su diámetro, esta propiedad geométrica de la molécula la hace muy sensible a diferentes campos de aplicación al tratarse de un polímero.La sustancia en gel tiene un comportamiento tixotrópico. La nanocelulosa se clasifica en tres tipos, celulosa microfibrilada (MFC), celulosa nanocristalina (NCC) y celulosa bacterial (NBC).
La nanocelulosa se extrae básicamente de cualquier fibra de celulosa como por ejemplo la pulpa de celulosa y puede presentarse de dos maneras, cristalina o aleatoria. Se obtiene a través de un proceso de homogeneización o sometimiento a altas presiones, que dado el caso la nanofibra será amorfa. Aquella obtenida a través de un proceso de hidrólisis ácida se denomina Nanocelulosa Cristalina ([NCC] por sus siglas en inglés) y compone un material mucho más rígido que el obtenido por homogeneización.

## Historia
El término nanocelulosa o celulosa microfibrilada fue usado por primera vez en 1977, para designar un material gelatinoso translúcido, resultado de pasar pulpa de celulosa a través de un homogeneizador (llamado homogeneizador de leche tipo Gaulin para aquel entonces) y luego impactarla contra una superficie rígida. Dicho descubrimiento se le atribuyó al grupo de investigadores Turbak, Snyder y Sandberg que trabajaban en Whipanny, New Jersey para 'ITT Rayonier Labs'.
A pesar de que en los años 1950 ya se aplicaban tratamientos de ultrasonido, hidrólisis, oxidación y también homogeneización para desintegrar estructuras de celulosa. Fue el grupo de Turbak el que dispuso el resultado de las investigaciones de manera que pudiera haber un interés industrial sobre el material.

## Producción
La producción de nanocelulosa se realiza generalmente a partir de la pulpa de celulosa de la madera a través de métodos de homogeneización (p.ej. homogenizadores ultrasónicos) y reticulación, procesos a través de los cuales se obtiene una molécula amorfa.
Para la producción de nanocelulosa cristalina se lleva a cabo el tratamiento de 'hidrólisis ácida'. La fibra de celulosa natural consta de regiones amorfas y regiones cristalinas. Las regiones amorfas son menos densas que las cristalinas de manera tal que al someter el material natural a la fuerza de la hidrólisis ácida (que es mayor que la de la homogeneización y reticulación), las regiones amorfas se rompen liberando las moléculas cristalinas (NCC). Existen diferentes tipos de hidrólisis pero en general la relación de aspecto 'L/D'(longitud/Diámetro) de las nanocelulosas cristalinas cambian con respecto a la fuente natural de celulosa.
| Fuente            | Bacteriana | Algodón | Tunicado | Ramie | Sisal  | Valonia | Madera |
| Longitud:Diámetro | 2:100      | 10:30   | 15:42    | 5:30  | 20:167 | 50:100  | 20:100 |

## Propiedades

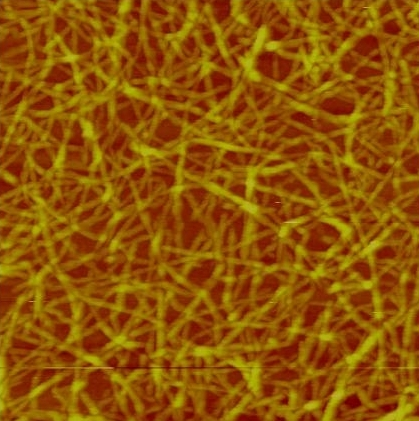
Imagen de nanocelulosa carboxi-metilada sobre una superficie de óxido de Silicio

### Viscosidad
Cuando la concentración de nanocelulosa es baja, la viscosidad es poca, también es muy sensible a las fuerzas cizallantes ya que la viscosidad se anula en la presencia de estas.

### Propiedades mecánicas
Las nanocelulosa con cierto grado de cristalinidad ha mostrado ser más resistente que el aluminio, más rígido que el kevlar, propiedades que también se ven mejoradas al elaborar películas de [NCC], que a su vez soportan mayores tensiones. La relación entre el peso y la resistencia es 8 veces más eficiente que el acero inoxidable, este material se postula para ser el reemplazo ecológico del grafeno.

## Aplicaciones
La celulosa es uno de los polímeros más abundantes del planeta pudiendo ser una de las respuestas ecológicas más eficientes para la crisis energética y otros problemas ambientales, las aplicaciones de la [NCC] van desde la elaboración de pantallas para dispositivos electrónicos hasta el cultivo de órganos.

### Usos
Para muchos de los siguientes usos solo se sabe que es posible, mas no se tiene certeza si se ha realizado de forma concreta o, por otro lado, no se ha efectuado dicho uso en forma masiva:
- En la elaboración de pantallas electrónicas flexibles, partes móviles para computadoras, armas livianas y vidrios blindados.
- Reemplaza el material metálico en la fabricación de automóviles y todo tipo de plástico no orgánico, ya que no solo es más ecológico, sino que posee mejores propiedades mecánicas.
- En la elaboración de baterías que se recargan al ser dobladas.[10]
- Por ser fuerte y ligero se puede elaborar un gel ultrabsorbente capaz de soportar 10 mil veces su propio peso, sustituyendo los tampones y toallas femeninas.[11]

### Filtro
Así como el grafeno, la nanocelulosa puede filtrar todo tipo de líquidos, usándose así para filtrar transfusiones de sangre, sustancias químicas de los cigarrillos y generar agua potable incluso a partir de agua de mar.

### Biocombustibles
Combustibles con cero emisiones de dióxido de carbono, o cualquier otro gas contaminante.

### Papel
En la fabricación de papel la nanocelulosa crea enlaces fibra por fibra, generando un efecto de reforzamiento en los materiales de papelería.

### Alimentos
La nanocelulosa se puede utilizar como un reemplazo bajo en calorías para los aditivos de hoy en día de hidratos de carbono utilizados como espesantes, portadores de aroma y estabilizadores de suspensión en una amplia variedad de productos alimenticios y es útil para la producción de rellenos, aplasta, chips, obleas, sopas, salsas, pudines, etc. La aplicaciones de alimentos fueron principios reconocidos como un campo de aplicación muy interesante para nanocelulosa debido al comportamiento reológico del gel nanocellulose.